# Amblypomacentrus breviceps
Demoiselle à dos noir
Espèce
 Amblypomacentrus breviceps, communément nommé Demoiselle à dos noir, est un poisson marin qui appartient à la famille des Pomacentridae.
Il est présent dans les eaux tropicales de la zone ouest de l'Océan Pacifique. Sa taille maximale est de 8,5 cm.